# 데이너 에스켈슨
데이나 에스컬슨(Dana Eskelson, 1965년 2월 6일 ~ )은 미국의 배우이다.
댈러스에서 태어났다.

## 출연 작품
- 매들린스 매들린 (2018년)
- 플리즈 비 노멀 (2015년)
- Emily & Tim (2015)
- 트루 스토리 (2015년) - 롱고 부인 역
- 미친년들 (2013년)
- 딥 파우더 (2013년)
- 타인의 뒤뜰 (2010년)
- 컴퍼니 멘 (2010년) - 디드러 돌런 역
- 피터 앤 반디 (2009년)
- 나의 특별한 사랑 이야기 (2007년)
- 브레이브 원 (2007년)
- 라스트 러브 인 뉴욕 (2006년)
- 온 라스트 씽 (2005년)
- 콜드 크릭 (2003년)
- 언제나 마음은 태양 2 (1996년)
- 클럽 싱글즈 (1992년)
- 한밤의 침입자 (1991년)

### 텔레비전
- 로앤오더: 성범죄 전담반 (2003, 2006)